# 농암면
농암면(籠岩面)은 대한민국 경상북도 문경시의 면이다. 넓이는 103.47km2이고, 인구는 2006년 기준으로 2,849명이다.

## 행정 구역
| 법정리 | 한자명 | 행정리                    | 비고                   |
| ------ | ------ | ------------------------- | ---------------------- |
| 갈동리 | 葛洞里 | 갈동1리, 갈동2리          |                        |
| 궁기리 | 宮基里 | 궁기1리, 궁기2리          |                        |
| 내서리 | 內西里 | 내서1리, 내서2리, 내서3리 |                        |
| 농암리 | 籠岩里 | 농암1리, 농암2리          | 면 행정복지센터 소재지 |
| 사현리 | 沙峴里 | 사현리                    |                        |
| 선곡리 | 仙谷里 | 선곡1리, 선곡2리          |                        |
| 연천리 | 連川里 | 연천1리, 연천2리          |                        |
| 율수리 | 栗藪里 | 율수1리, 율수2리          |                        |
| 종곡리 | 鍾谷里 | 종곡1리, 종곡2리, 종곡3리 |                        |
| 지동리 | 池洞里 | 지동1리, 지동2리          |                        |
| 화산리 | 華山里 | 화산1리, 화산2리          |                        |

## 교육
- 농암초등학교 (농암리)
  - 선암분교 (폐교) - 농암면 우산로 1996-4 (선곡리)
  - 청화분교 (화산리)
- 청암중학교 (폐교) - 농암면 청암1길 23 (농암리)
- 청암고등학교 (폐교) - 농암면 청암1길 23 (농암리)